# Col de Ceyssat
Le col de Ceyssat est un col situé en France dans le Massif central, au sud du puy de Dôme, à l'altitude de 1 077 m. Il relie la Limagne (vallée de l'Allier) au niveau de Clermont-Ferrand, à l'est, et la haute vallée de la Sioule, à l'ouest, entre le puy de Dôme (1 465 m), au nord, et le puy des Grosmanaux (1 131 m), au sud. Il est emprunté par la RD 68. Deux cafés-restaurants accueillent les touristes au col. Le chemin des Muletiers qui monte au puy de Dôme part du col de Ceyssat.

## Toponymie
Le col est nommé d'après la commune de Ceyssat située à l'ouest.

## Géographie
Le col de Ceyssat est situé dans le centre de la France, dans la région Auvergne-Rhône-Alpes et le département du Puy-de-Dôme, à la limite des territoires communaux de Ceyssat à l'ouest, d'Orcines au nord-est et de Saint-Genès-Champanelle au sud-est. Il relie à 1 077 mètres d'altitude la vallée de la Sioule à l'ouest et la Limagne correspondant au bassin de l'Allier à l'est, entre les sommets du puy de Dôme au nord et le puy des Grosmanaux au sud, dans la chaîne des Puys, dans le Massif central. Il se trouve à une dizaine de kilomètres à l'ouest de Clermont-Ferrand. Il est traversé d'ouest en est par la route départementale 68 reliant Ceyssat à Royat.

## Histoire

### Agglomération gallo-romaine
À l'époque gallo-romaine existait au col de Ceyssat, où passait la voie d'Agrippa reliant Lyon à Saintes et d'où partait le chemin qui montait vers le temple de Mercure, au sommet du puy de Dôme, une petite agglomération comprenant des habitats, une zone cultuelle vers le nord, sur la pente du puy de Dôme, et une nécropole au sud.
On a trouvé sur ce site une stèle funéraire gallo-romaine qui est conservée au musée d'Archéologie nationale de Saint-Germain-en-Laye.
Frédéric Trément a un temps proposé d'y voir l'agglomération d'Ubrilium, mentionnée par la table de Peutinger. Cette hypothèse a depuis été abandonnée au profit de la commune de Mazaye, au bord de l'étang du Fung.

### Maquis de Ceyssat
Le 2 septembre 1943, la Gestapo attaque le maquis de Ceyssat au lieu-dit du Bac de Montmeyre. Trois maquisards sont tués. Le monument national des Ardents commémore cet événement.

## Activités

### Cyclisme

#### Profil de l'ascension
Par la route D 68, l'ascension commence au carrefour (390 m) de la rue Blatin, de l'avenue de Royat et des boulevards Berthelot et Duclaux à Clermont-Ferrand pour 11,4 km à 6 % de moyenne à grimper. Elle commençait par 800 m de faux-plat jusqu'au carrefour (413 m) entre les avenues de Royat, de Fontmaure et Aristide Briand à Chamalières. La difficulté est progressive et elle se corse après le rond-point de la place Allard (456 m) à Royat au km 1,8, où on continue à suivre la D68 (en partant vers la 944 et la D5E vers le centre-ville de Royat cela ajouterait 800 m à l'itinéraire). La pente est particulièrement raide après le rond-point des pépinières (541 m) au km 3 à la sortie de Royat où se rejoignent la D68 et la D5E. Jusqu’à Royat, le décor était urbain car elle fait partie de l’agglomération de Clermont-Ferrand mais désormais jusqu’à Fontanas au kilomètre 6, on est dans une atmosphère de forêt et de prairie ; on passe devant l’Arboretum de Royat et la route suit un petit ruisseau. La pente reste difficile avec quelques virages mais toutefois moins raide qu’à la sortie de Royat. Les 1,5 km de Fontanas jusqu'au rond-point (822 m) au km 7,4 de la D942 et la D68 après la Font-de-l’Arbre permettent de souffler un peu avec une pente plus douce d’autant qu’il y a des fontaines pour les cyclistes qui désireraient boire ou remplir des bidons à la Font-de-l’Arbre. Un kilomètre à près de 5 % suit avant d'arriver au carrefour (871 m) avec la route du Puy de Dôme au km 8,5 où il faut franchir un « coup de cul » avant de bifurquer vers la gauche pour rester sur la D68. Du haut du carrefour (887 m), il reste 2,7 km à 7 % pour arriver au col de Ceyssat avec une route majoritairement rectiligne.
Depuis Clermont-Ferrand par les D 941 et 942, il y a 11,6 km à 6 % de moyenne en partant du carrefour (382 m) entre la rue Fontgiève, l'avenue Raymond Bergougnan et les boulevards Berthelot et Lavoisier. 2,7 kilomètres après le départ, on a un panorama sur l’agglomération clermontoise au point de vue de la Pierre Carrée (581 m). De ce point jusqu’au carrefour (781 m) entre les routes D941 (qui va vers le col des Goules) et la 942 dans le hameau de La Baraque au km 5,5, l’ascension est difficile, certains passages sont à 10 %. Peu avant la Baraque, on laisse sur la droite un monument dédié à la Résistance. On passe aussi par le carrefour (823 m) au km 7,6 de la D942 (qui poursuit au col de la Moreno) et la D68, juste au-dessus de la Font-de-l’Arbre. Les derniers kilomètres de l'ascension sont donc communs avec le versant grimpé depuis Chamalières et les kilométrages tout comme les pourcentages moyens des deux ascensions sont presque analogues. Cependant ce versant entamé par la D 941 présente l'inconvénient d'être très emprunté par les automobilistes sur une route large parfois à deux voies dans le même sens jusqu'à La Baraque, donc moins propice au cyclisme.
On peut aussi démarrer après la descente du col de la Moreno au carrefour (823 m) de la D942 et de la D68 au-dessus de la Font-de-l'Arbre pour 3,9 km à 6,5 % avec de toute façon le même final difficile sur la route en escargot que les deux versants précédemment cités.
Enfin, le versant ouest par du village de Ceyssat (811 m) pour 5 km à 5,3 % jusqu’au col. Cette route passe à côté de grands pâturages et est boisée sur la fin.

#### Tour de France
Le col de Ceyssat a été grimpé deux fois par le Tour de France, lors de la 9e étape de l'édition 1951 entre Limoges et Clermont-Ferrand, avec Raphaël Géminiani qui passait le col en tête, classé alors en deuxième catégorie, avant de remporter l'étape dans la capitale auvergnate, puis lors de la 13e étape du Tour de France 2020, avec les coureurs qui l'ont grimpé par Royat, classé en première catégorie, et un passage en tête de Simon Geschke.
| Année | Étape | Catégorie | 1er au sommet     |
| ----- | ----- | --------- | ----------------- |
| 2020  | 13e   | 1         | Simon Geschke     |
| 1951  | 9e    | 2         | Raphaël Géminiani |

### Randonnée
De ce col part le sentier des Muletiers qui monte jusqu'au puy de Dôme (1 465 m), particulièrement raide (2,5 km à 15,5 % jusqu'au sommet, dont 2 km à 16,85 % jusqu'à la plate-forme). C'est un sentier de randonnée très fréquenté dans la chaîne des Puys.

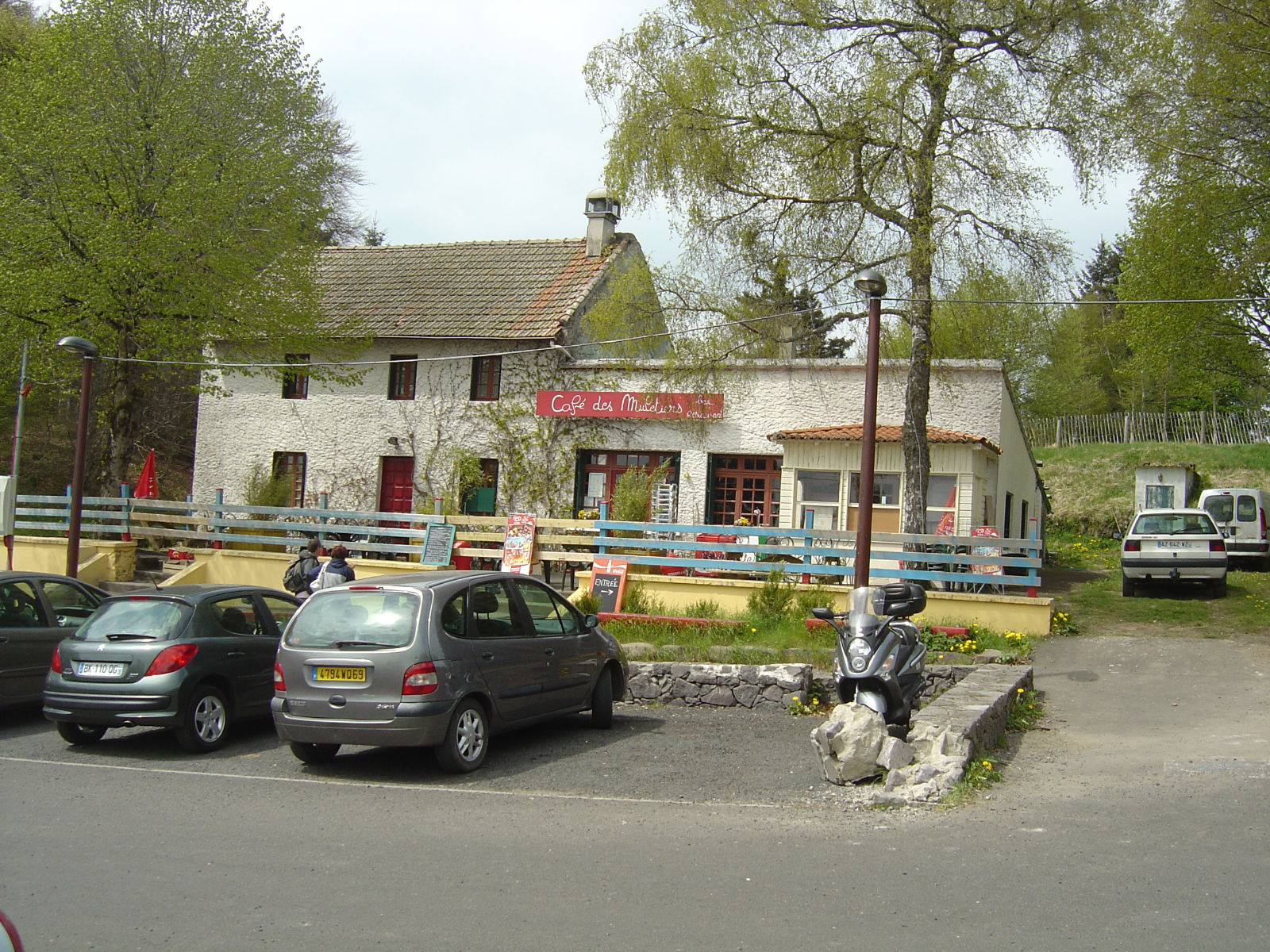
Col de Ceyssat
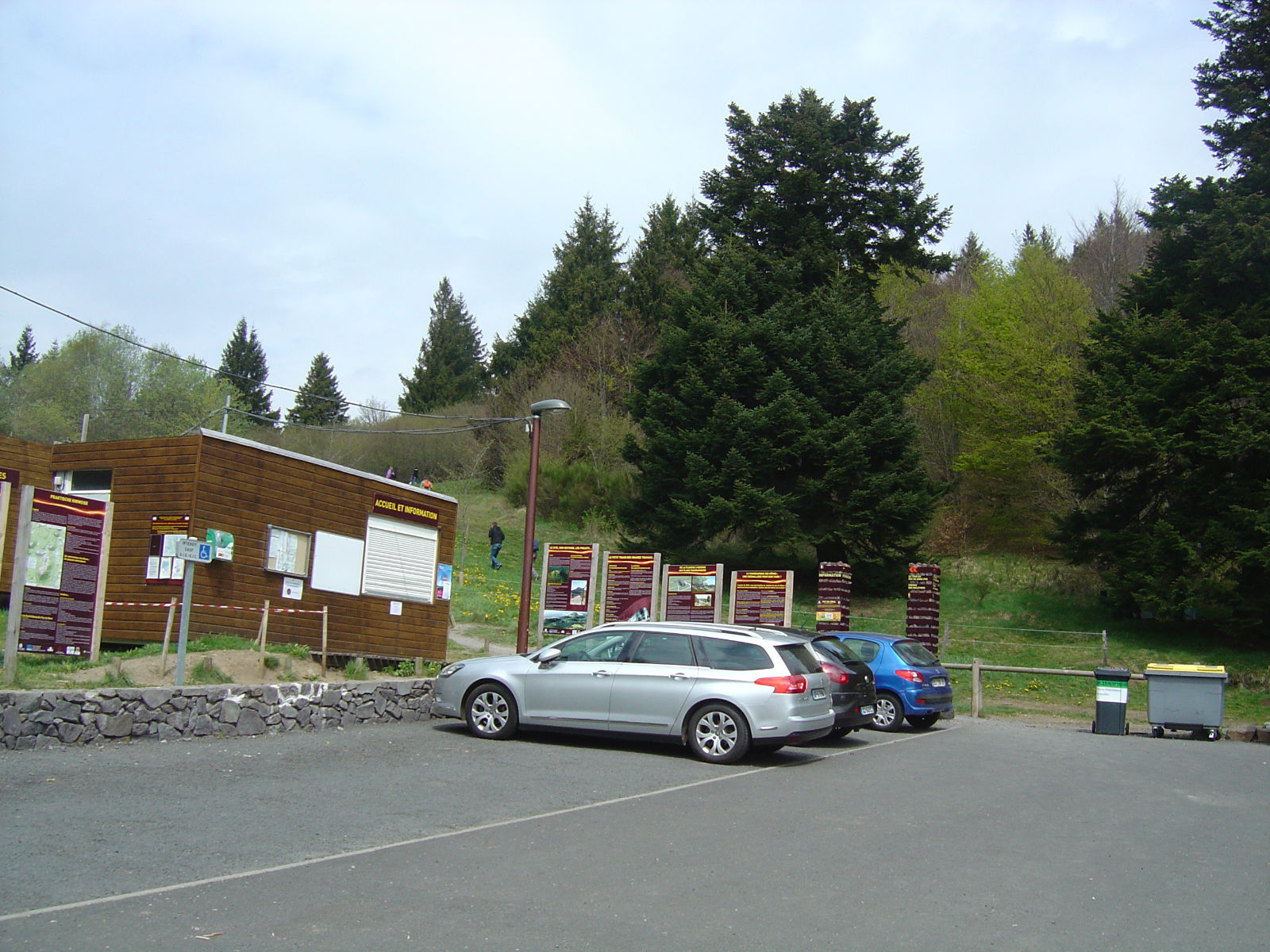
Départ du sentier des Muletiers au col
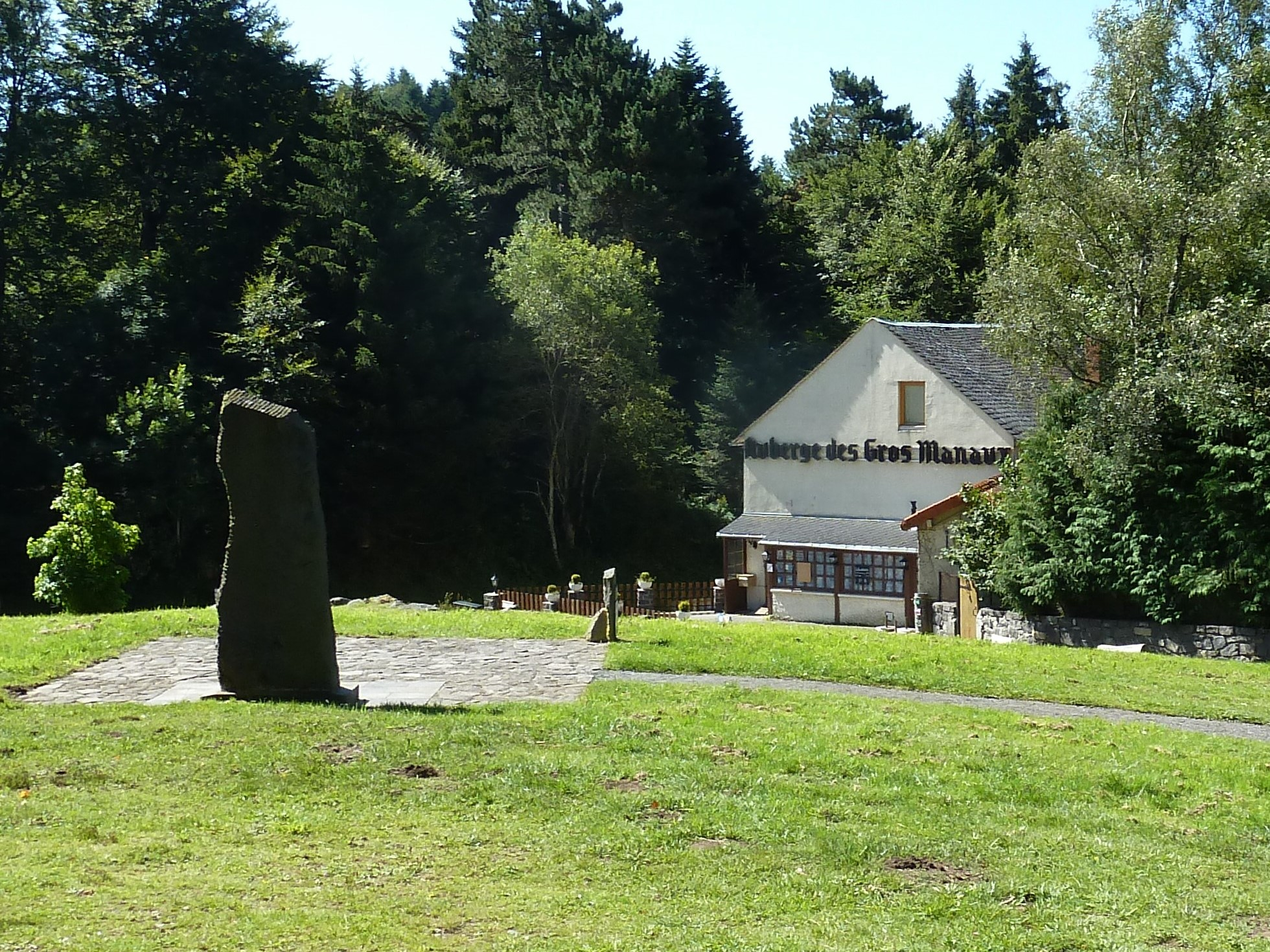
Monument au col